# 日産・パスファインダー
パスファインダー（PATHFINDER）は、日産自動車が生産・販売しているSUVである。初代WD21型系、および2代目R50型系はそれぞれ「テラノ」の北米輸出仕様車であった。2002年8月に日本向けテラノが生産終了した後は海外専用車種として独立していたが、2019年10月、日本国内でもインパルを通して販売を開始した。
初代から3代目まではピックアップトラックのフロンティアと同じプラットフォームをベースとし、デザインにも共通点が見られた。4代目以降は日産・Dプラットフォームをベースにした3列シートのクロスオーバーSUVとして発売された。日産のグローバルラインアップにおける中型ボディ・オン・フレームSUVは、2018年に発売されたナバラ（D23型）ベースのテラ/エクステラに引き継がれた。

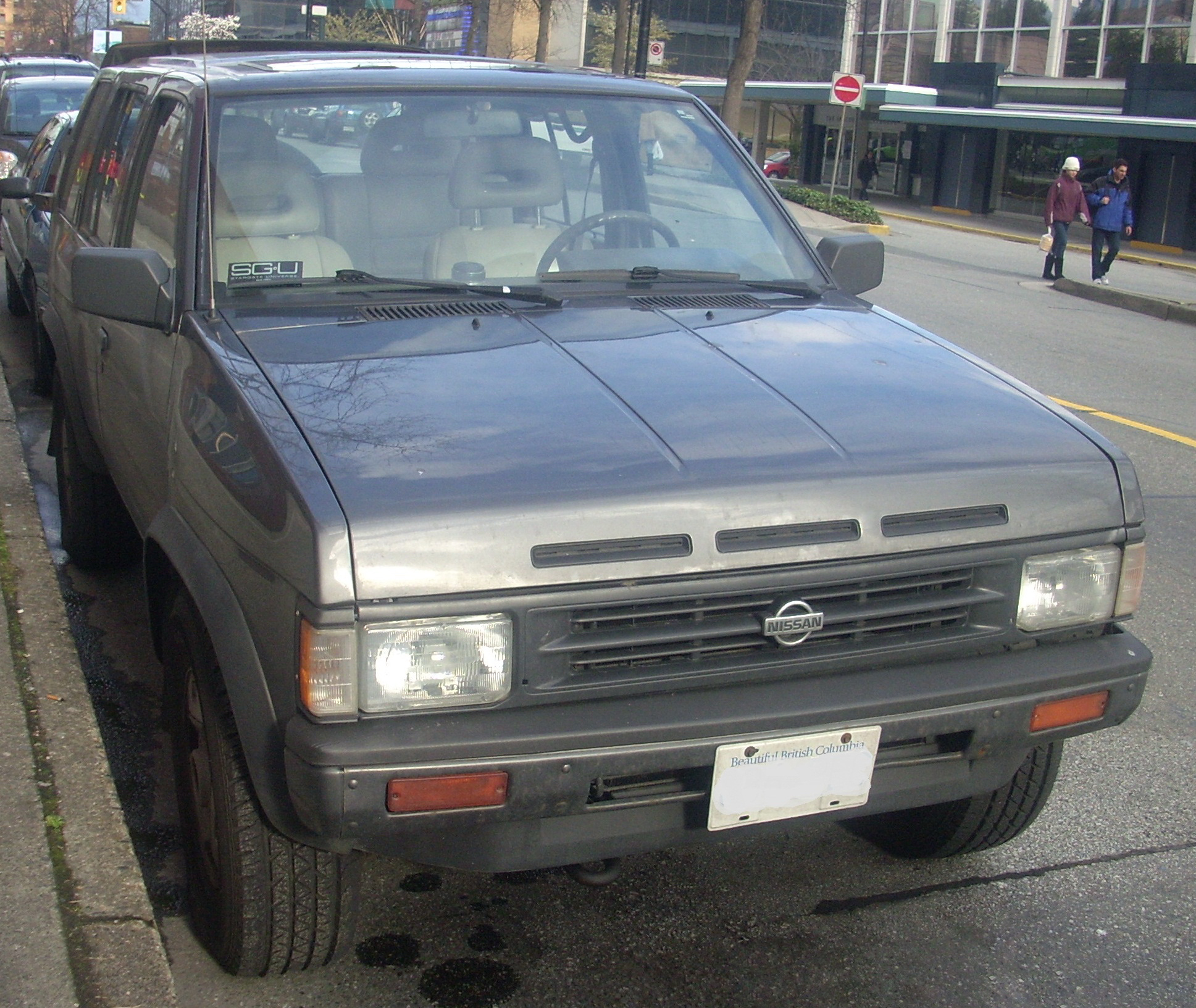
初代のフロント周り。ボンネットのエアインテークとスリットグリルはキャラクターアイコンとして、後に2代目と5代目のデザインに引き継がれる。

## 初代 WD21型系 (1986年 - 1995年)
1985年12月に発表され、1986年5月にボディオンフレームSUVとして1987年モデルにアメリカで発売された。スタイリングとほとんどのコンポーネントはダットサントラックと共有していた。はしご型のフレーム上に構築されたパスファインダーは、アメリカ国内外のメーカーから販売された同様のSUVに対して日産が応えたものだった。
パスファインダーの前には、ダットサントラックのアフターマーケットコンバージョンとしてブッシュマスターがあった。走行中に電子制御で作動するオプションの4WDシステムは、当時としては珍しいものであった。YD21パスファインダーは、2WDと手動4WDの2種類があり、ベースモデルには2.4L 4気筒エンジンが搭載されていた。一部の国では、この世代には2.7リッター直列4気筒ディーゼルエンジンも搭載され、1988年11月後半にターボチャージャーがオプションとして取り付けられた。
4ドア仕様の導入時、日産は「C」ピラートリムの一部としてドアハンドルを隠すようなデザインとし、従来のドアハンドルをフロントドアに付けて、キャンピングカーシェルを備えた2ドアトラックのように見せた。このデザインの伝統は3代目まで続いたほかジューク、テラノII、エクステラなど、日産のSUVに採用されている。フロントドアは、リアドアを収容するためにわずかに短くなった。

### 歴史
- 1986年5月 - 初代パスファインダー（WD21型系）登場。当初1989年までは3ドアで、エンジンはV型6気筒 3L VG30iと、直列4気筒 2.4L Z24が搭載された。駆動方式は4WDのみである。
- 1987年 - 3速オートマチックトランスミッション搭載モデルの廃止。
- 1989年10月 - 5ドアモデルに変更され、フェイスリフトもおこなわれた。フロントグリルが見直され、多数のインテリアトリムレベルオプションが利用可能になり、多数のエクステリアパッケージがディーラーから提供された。同年にVG30i型エンジンがスロットルボディ噴射からマルチポイント燃料噴射システムのVG30E型エンジンに変更され、Z24型エンジンが直4 2.4L KA24Eに変更された。なお、カナダ、オーストラリアでは1992年まで3ドアモデルが販売されていた。さらに、同年にはフェイスリフトも行われ、3ドアモデルの販売が終了した1993年にはバンパーが小変更された。またディーゼルエンジンの直4 2.7L TD27もラインアップされ、オプションでターボ付きのTD27Tに変更することもできた。
- 1995年 - 生産終了。生産は日産自動車九州工場で行われた。

VG30E型エンジンを搭載したこともあり、北米ではD21型ピックアップとともに、「オフロードのZ Car（ズィーカー）」と呼ばれた。

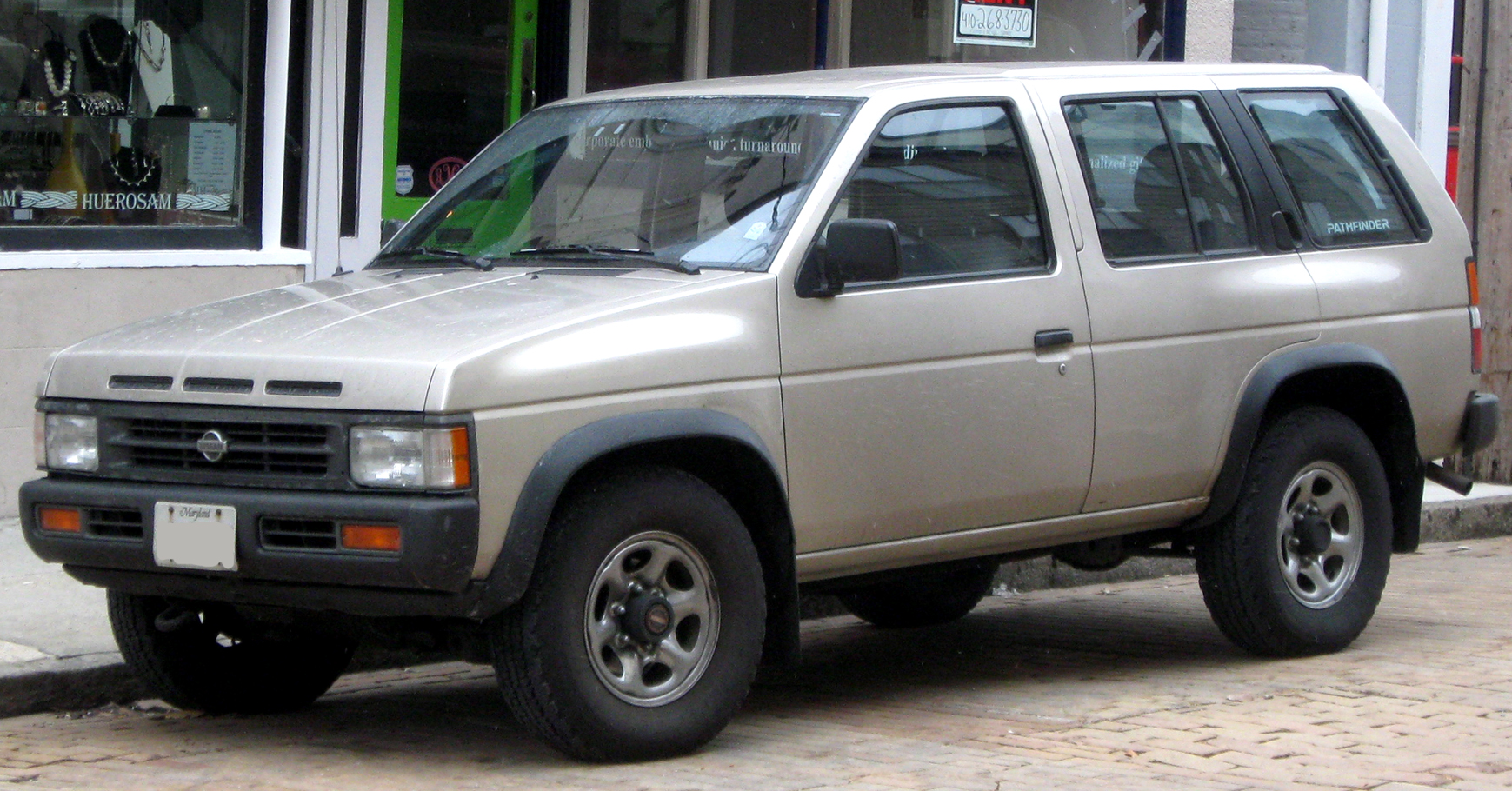
後期型4ドア　フロント
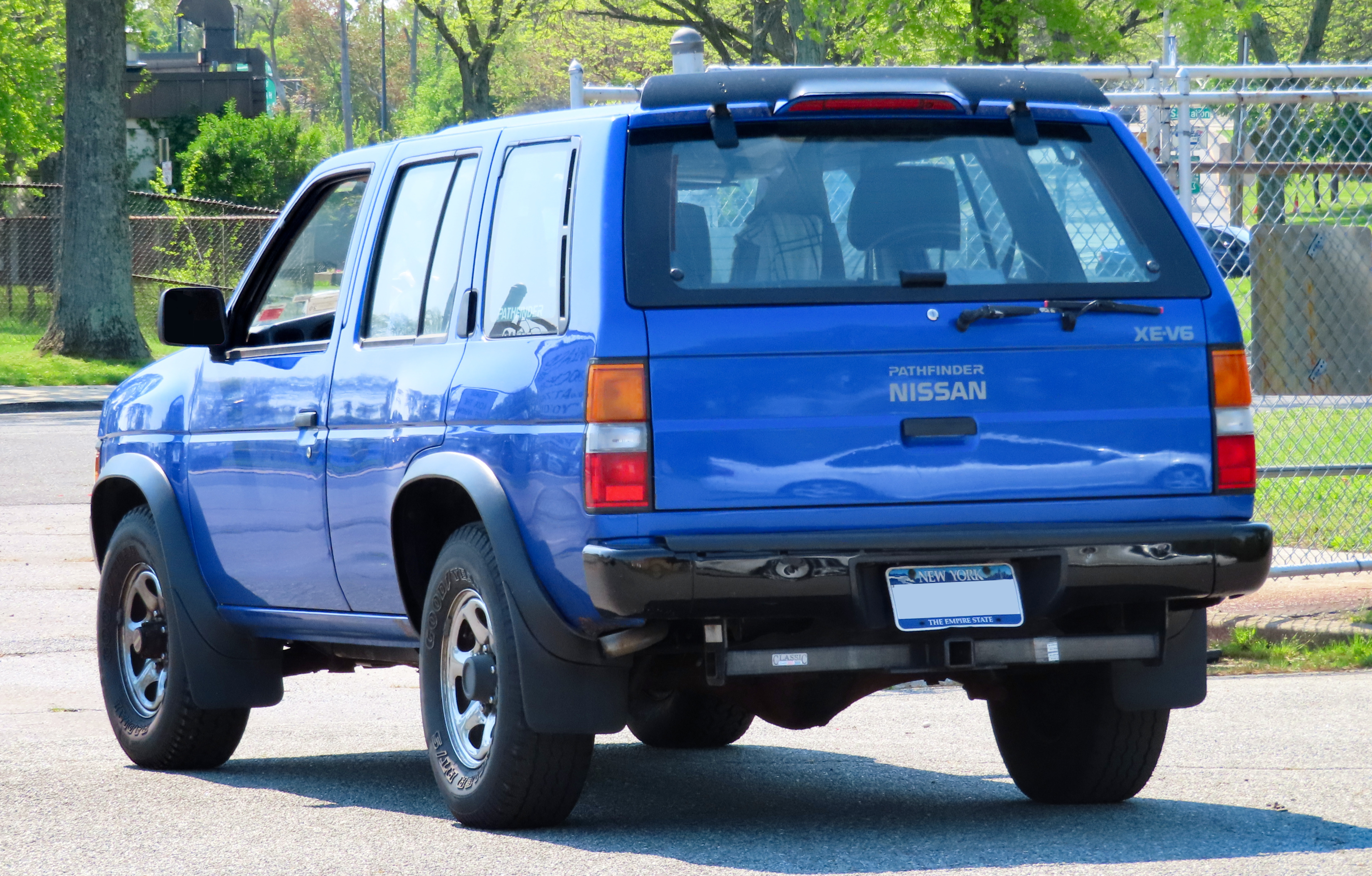
後期型4ドア　リア

## 2代目 R50型系 (1995年 - 2004年)
- 1995年 - 2代目R50型系パスファインダーにモデルチェンジ。エンジンはV6 3.3L VG33E型が搭載された。
- 1997年 - 欧州市場にも投入。
- 2000年 - マイナーチェンジが行われ、フロントを中心にデザインの変更が行われた。
- 2001年 - VG33Eに代わり、新型のV6 3.5L VQ35DE型エンジンが搭載された（左ハンドル車のみ）。
- 2002年 - 再度のフェイスリフトが行われた。さらに翌2003年にはCIが現行のものに変更された。
- 2004年 - 生産終了。生産は初代同様に九州工場で行われた。

エンジンはV6ガソリンエンジンのほかに、直4 2.7L TD27T ターボディーゼルエンジンと、直4 3L ZD30DDTi ターボディーゼルエンジンも搭載された。

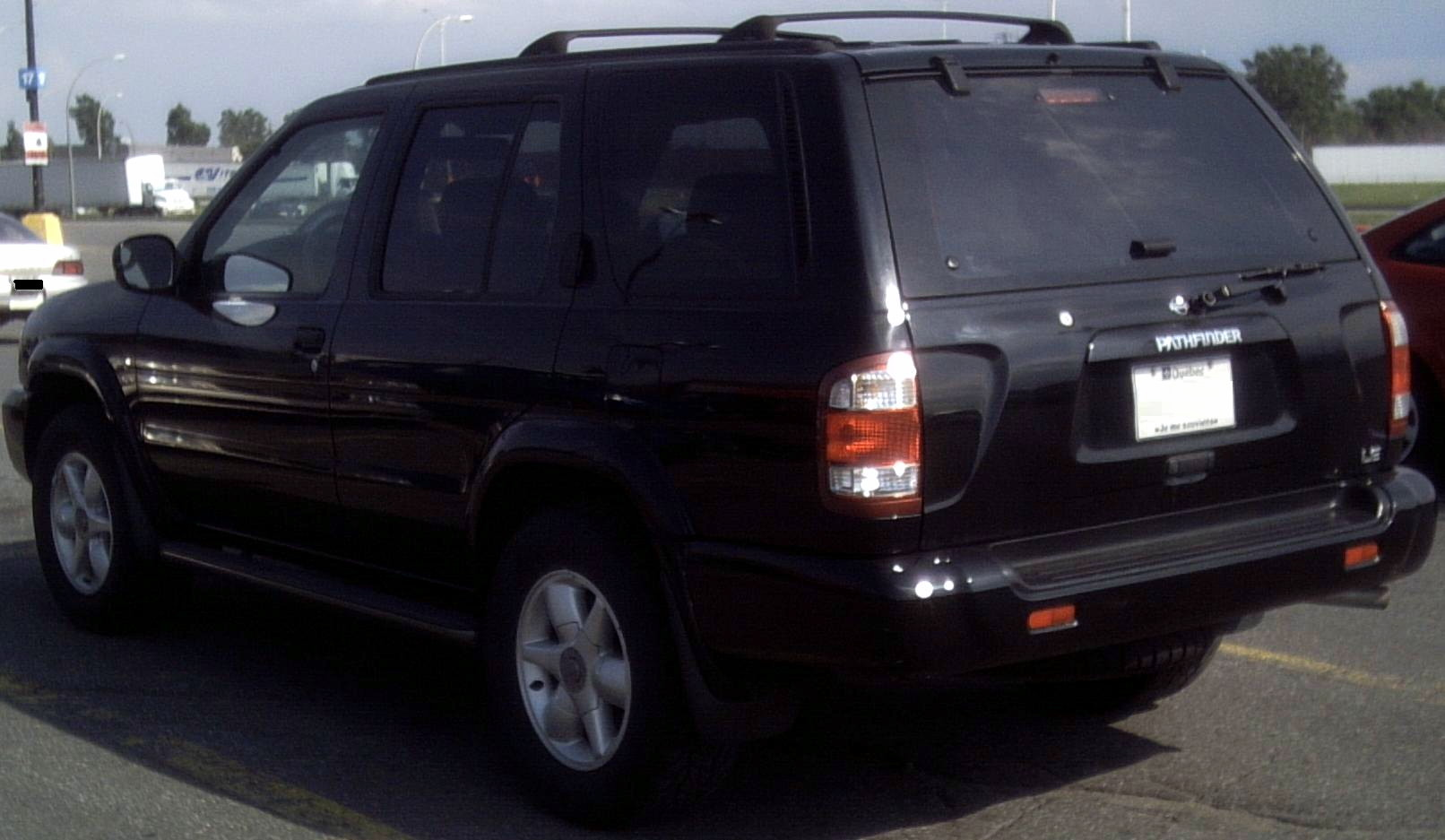
リア（後期型）

## 3代目 R51型系 (2005年 - 2012年)
- 2003年9月 - 第60回フランクフルトモーターショーにコンセプトカー「デューンホーク」（Dunehawk）を出展[3]。
  - 10月 - 同車の車名を冠した、「パスファインダーアルマーダ」が発売された。なお、2005年からは、同車の名前を冠さないで「アルマーダ」として販売されている。
- 2004年1月 - 北米国際オートショーにR51型系パスファインダーを出展。F-Alphaプラットフォームを採用、3列シート、7人乗りとなる。生産拠点は北米日産会社のテネシー州スマーナ工場。
  - 9月 - パリサロンに欧州仕様を出展[4]。新型2.5L YD25DDTi型ターボディーゼルエンジンを搭載する。同月、北米向けR51型系の生産開始。搭載するエンジンはV型6気筒 DOHC 4L VQ40DE型。トランスミッションは5速ATのみ。
- 2005年3月 - 欧州にて販売開始。欧州向けの生産はスペインの日産モトール・イベリカ会社ソナフランカ工場にて行われる。6速MTも用意された。
- 2005年6月 - 豪州にて販売開始。豪州向けはスペインからの輸入。欧州仕様同様YD25DDTiとVQ40DEエンジンを設定。5ATと6速MTが用意された。
- 2007年2月 - シカゴオートショーに2008年モデルを出展。新たにタイタン/アルマーダと同じV型8気筒 DOHC 5.6L VK56DE型エンジン搭載車種が追加されたほか、内装の意匠を一新して質感の向上を図っている。また、フロントグリルなど、外観も変更された。

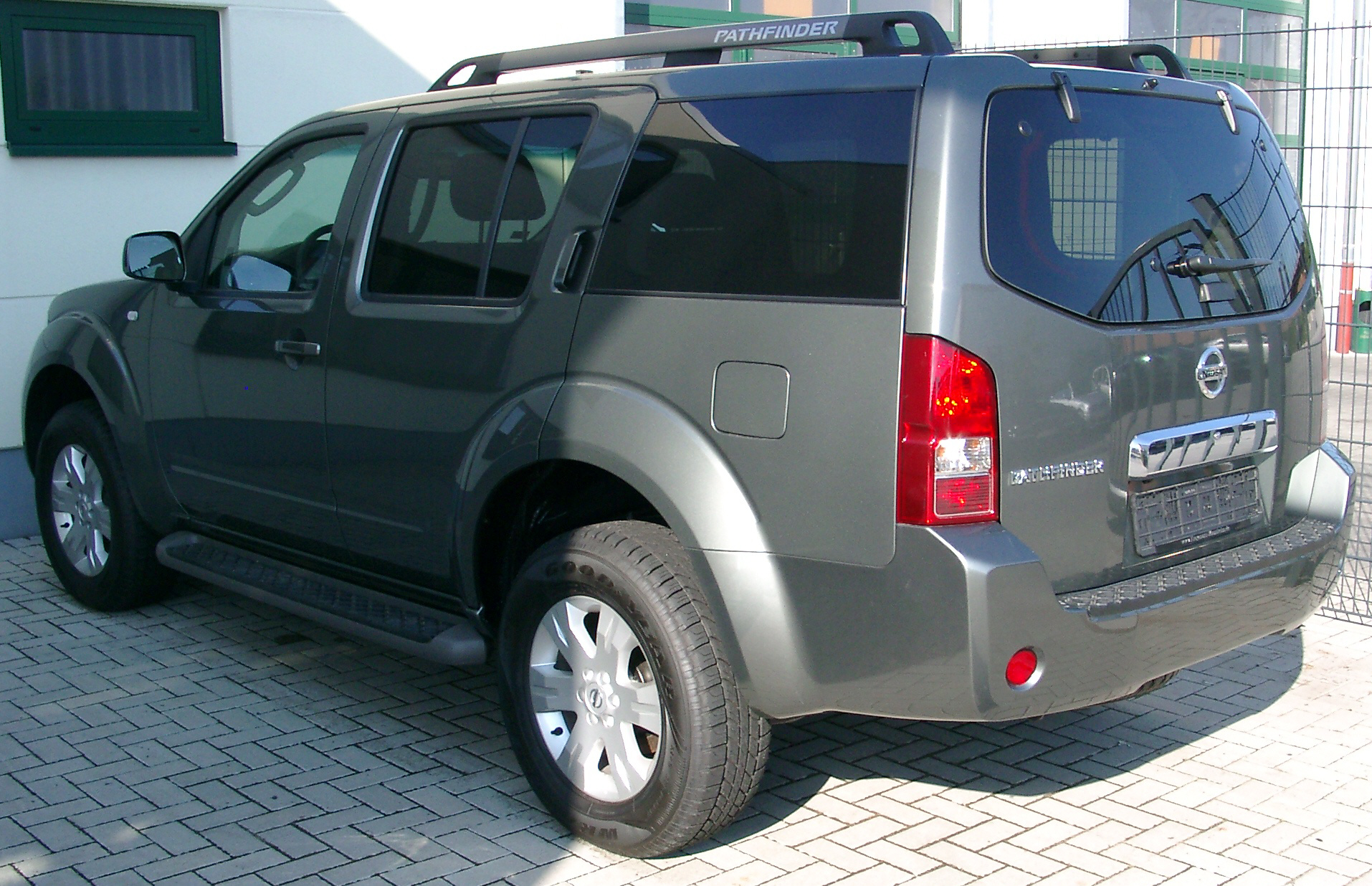
リア

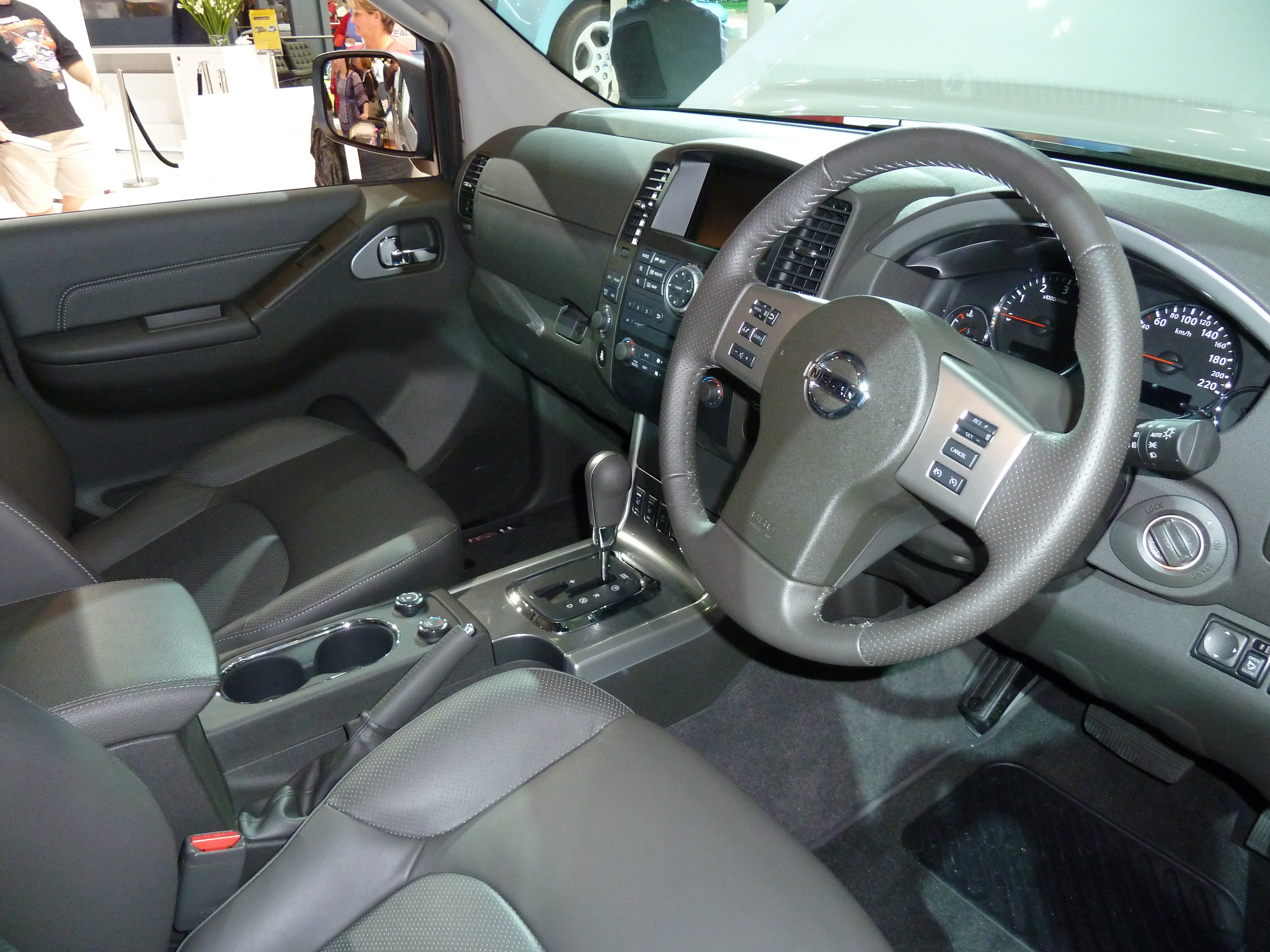
インテリア

## 4代目 R52型系 (2012年 - 2021年)

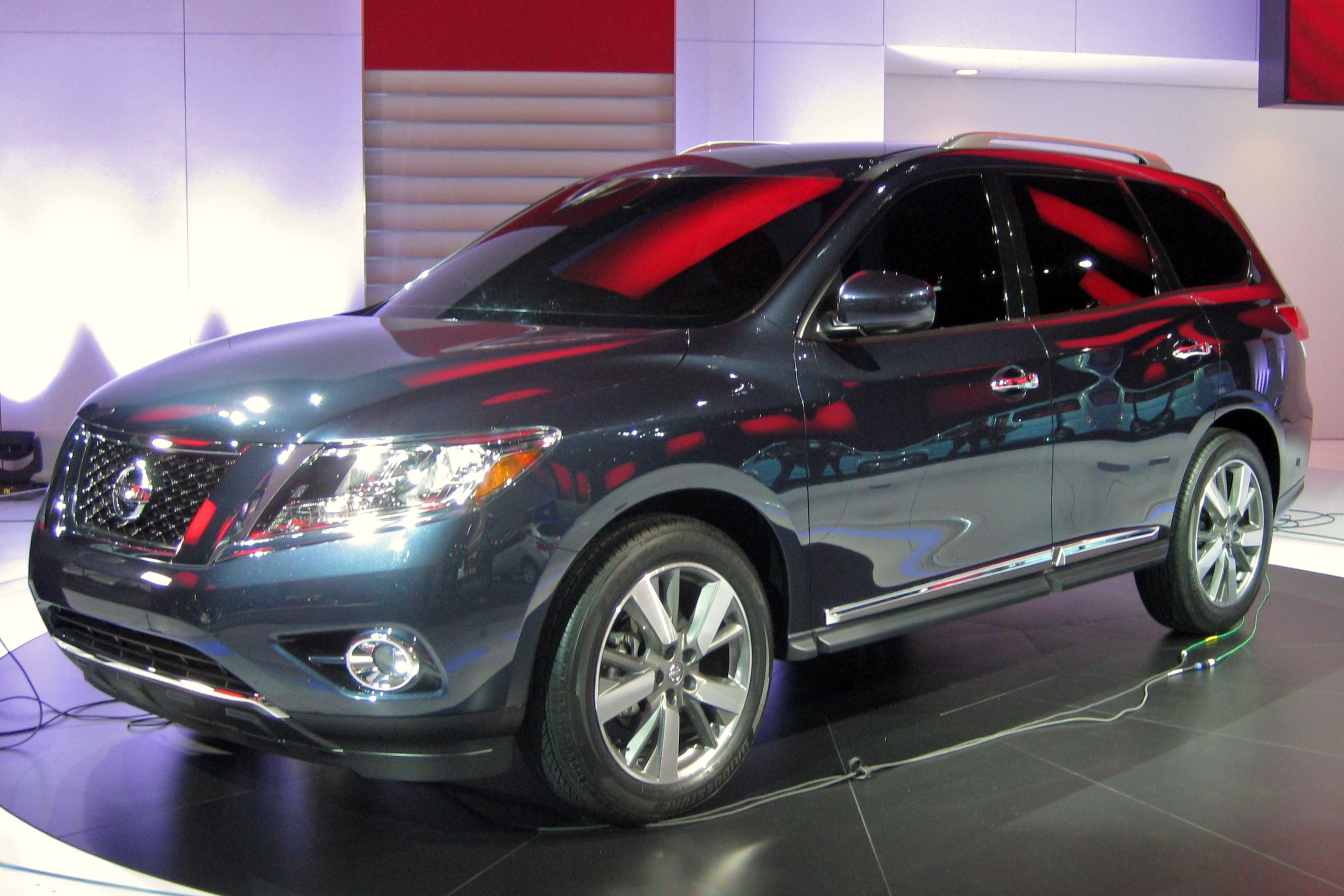
パスファインダーコンセプト

- 2012年1月 - 北米国際オートショーでコンセプトモデルが発表された[5]。新型パスファインダーはそれまでのボディ・オン・フレーム構造を廃してモノコック構造を採用したクロスオーバーSUVに生まれ変わる。プラットフォームはムラーノやインフィニティ・JX（のちにQX60に改名）などと同じ日産・Dプラットフォームを採用するため、FFベースへと転換された。
  - 8月6日 - 正式に発表。秋よりリリースを開始する。エンジンは2代目以来となるVQ35DEを、トランスミッションには無段変速機「エクストロニックCVT」を採用し、燃費は先代より3割改善している。
- 2013年3月 - ハイブリッド仕様を北米で発表[6]。2.5L 直4のQR25エンジンに電気モーターと小型リチウムイオンバッテリーを用いた日産・インテリジェント・デュアル・クラッチシステムを採用。ガソリンエンジンと電気モーターを連携させて通常の3.5L V6モデルと同等の走行性能を発揮。
- 2013年10月 - 豪州市場で販売を開始。車両はアメリカからの輸入。エンジン・トランスミッションは北米仕様と同等で、ST、ST-L、Tiそれぞれに2WDと4WDが設定されている。
- 2014年9月 - 豪州市場にもハイブリッドを導入。同国で販売される日産ブランド車としてはこれが初のハイブリッド車(インフィニティブランドも含めるとインフィニティ・Q50(≒V37スカイライン)に次いで2車種目）となる。
- 2016年7月 - 2017年モデルを発表。フェイスリフトを含む大幅改良を実施。外観はVモーショングリルをはじめ、新デザインのLEDヘッドライトやLEDデイタイムランニングライトで表情を変えた。V6 3.5Lエンジンは改良が加えられ、最大出力は260hpから284hpへ、最大トルクは33.2kgmから35.8kgmへ引き上げられた。直噴化や圧縮比の変更も受けている。
- 2019年10月 - 日本国内でもインパルを通して販売を開始。ベースは北米仕様車で灯火類などを国内の法規に合わせての販売となる。

## 5代目 R53型系（2021年 - ）
- 2021年2月5日 - 2022年モデルとして5代目へフルモデルチェンジを行い、同年夏から北米で販売を開始することが発表された[9]。先代のR52型に引き続き、インフィニティQX60とはパワーユニットやドライブトレインを共用する兄弟車の関係である。
  - 外観はVモーショングリルが初代モデルのオマージュとしてスリースロットグリルと組み合わせられたデザインとなり、ヘッドライトをC字型に変更。Cピラーには歴代モデル初のツートンカラーが採用され、リア部分は初代モデルを彷彿とさせるスクエア形状となった。なお、フロントやリアのエンブレム・ホイールやステアリングの中央に配したCIは2020年7月に改定された新CIとなる。
  - エンジンは3.5 L 直噴V6が搭載され、トランスミッションは9速ATに変更。4WD車はダイレクトカップリング式をベースに、ドライブ&テレインモードセレクターが装備された新型「インテリジェント4WD」が搭載される。
  - グレード体系は「S」、「SV」、「SL」、「プラチナ」の4グレードとし、「SV」と「SL」には「SVプレミアム」と「SLプレミアム」の2種類のパッケージも用意される。
  - 「SV」と「SL」にはステアリング制御とインテリジェントクルーズコントロールを組み合わせた運転支援技術「ProPILOT Assist（プロパイロット アシスト）」が搭載され、「プラチナ」にはナビゲーションの地図情報を活用した「ProPILOT Assist with Navi-link（プロパイロット アシスト ウィズ ナビリンク）」が装備される。安全面も強化され、歩行者検知機能を備えたインテリジェント エマージェンシーブレーキやハイビームアシストなどで構成された「日産セーフティシールド360」や10個のエアバッグが標準装備された。
- 2022年11月23日- メキシコで発売[10]。
- 2022年9月、黒い専用ホイールと専用にチューニングされたオフロードサスペンション、専用の内装色チャコールレザーレットを備えた「ROCK CREEK」が登場した[11]。四輪駆動のみのラインナップとなるが、2023年モデル以降に新しい外装色のバハストームとともに利用可能となる。また、ワイヤレススマートフォン充電パッドがSLグレードに標準装備された。「プラチナ」には2列目バケットシートが標準装備される。

## 車名の由来
未知の土地への道(Path)を見つける(find)車という意味。オフロードもオンロードも走り抜けるタフで融通の利く車ということを表す。

## モータースポーツ

### 初代
- 1987年1月 - 仏プライベーターが第9回パリ・アルジェ・ダカールラリーに参戦。
- 1988年1月 - 第10回パリ・アルジェ・ダカールラリーにてVG30E型搭載車が市販車無改造（マラソンクラス）クラス2位完走。ファラオラリーにも参戦し、2位、3位を獲得する。
- 1989年1月 - 第11回パリ・チュニス・ダカールラリーにてVG30E型搭載車が総合11位T1クラス優勝。バハスペイン T2クラス2位。ファラオラリー T2クラス優勝。アトラスラリー T1クラス優勝、T2クラス2位、4位。ポルトガルラリー T2クラス優勝。
  - 10月 - テラノに4ドアを追加。
- 1990年 - チュニジアラリー T1クラス2位。アトラスラリー T1クラス優勝、2位、T2クラス3位。オーストラリアサファリラリー T2クラス優勝。
- 1991年1月 - 第13回パリ・トリポリ・ダカールラリーにてT2クラス優勝。ファラオラリー T1クラス優勝、T2クラス優勝、ディーゼルクラス優勝。
- 1992年1月 - 第14回パリ・ケープタウンラリー T2クラス優勝、マラソンクラス2位。
- 1993年1月 - テラノにオーバーフェンダーを装備したワイドボディタイプを追加。FIAクロスカントリーラリー・ワールドカップマラソントロフィー（T1クラスのチャンピオン）獲得。
- 1994年 - FIAクロスカントリーラリー・ワールドカップマラソントロフィー獲得。
- 1995年 - FIAクロスカントリーラリー・ワールドカップマラソントロフィー3年連続で獲得。

### 2代目
- 1997年1月 - 第19回ダカール・アガデス・ダカールラリーに参戦。総合6位完走。第3回ラリーレイド・モンゴルに参戦し、総合優勝を飾る。
- 1999年1月 - 第21回パリ・ダカールラリー T2クラス7位、8位獲得。第5回ラリーレイド・モンゴルに参戦し、総合優勝を飾る。
- 2000年1月 - 第22回パリ・ダカールカイロラリー T2クラスにVQ35DE型搭載仕様で参戦し総合8位完走。
  - 8月 - 第6回ラリーレイド・モンゴルにVG33E型搭載車で参戦し、総合優勝を飾る。
- 2001年1月 - VQ35DE型搭載仕様で第23回パリ・ダカールラリー T1クラス、およびT2クラスに参戦。T1仕様が総合12位クラス優勝、T2仕様はクラス4、5位を獲得。パリ・ダカールラリーを開幕戦とするFIAクロスカントリーラリー・ワールドカップ（全9戦）に参戦。T2仕様のテラノが第4戦モロッコ、第7戦マスターラリーでともに総合3位入賞を果たし、ドライバーズポイントシリーズ5位を獲得。
- 2002年1月 - 第24回トタール・アラス・マドリード・ダカール・ラリーにVQ35DE搭載D22型ピックアップ、VQ35DE搭載エクストレイルと共に、VQ35DE搭載仕様で参戦。総合11位プロダクション部門2位を獲得。
- 2003年9-10月 - ファラオラリー T2クラス（改造車部門）に参戦。
- 2004年4月 - 開幕戦 第23回ラリーオプティック2000チュニジア T1クラス優勝、総合9位を飾る。
  - 6月 -第2戦 ORPIモロッコラリー2004 T1クラス優勝、総合12位を飾る。
  - 7月 - バハ・エスパーニャ（スペインアラゴン）に参戦。T2クラス4位、12位完走。
  - 8月 - 第5戦 第2回ラリー・オブ・オリエント T1クラス優勝、総合9位を飾る。
  - 10月 - 第6戦 UAEデザートチャレンジ T1クラス2位、総合10位を飾る。
  - FIAクロスカントリーラリー・ワールドカップに参戦。T1クラスドライバーズタイトル、およびマニュファクチャラーズ・タイトルを獲得。
  - 12月- 2005年1月 第27回テレフォニカ・ダカールに参戦。
- 2005年FIAクロスカントリーラリー・ワールドカップに参戦。
  - 4月 - 第2戦 第24回2005年ラリー・オプティック2000チュニジア 総合37位
  - 5月 - 第3戦 ORPIモロッコラリー2005 プロダクションカテゴリー（T2）クラス1-2位を飾る。
  - 6-7月-  第4戦 ラリー・オブ・オリエント2005 T2クラス優勝、総合6位を飾る。
  - 9-10月 - 第5戦 ラリー・オブ・ファラオ 総合3位、4位、6位完走。

### 5代目
- 2022年
  - 2022年10月6日〜14日- 女性選手限定のラリーレイド、レベルラリー2022にパスファインダーロッククリークが参戦[12]。クラス2位入賞[12]。

## 派生車
- 日産・パスファインダーアルマーダ